# Никола Алексиев (кмет)
Никола Алексиев Киров е председател на Изпълнителния комитет на Градски народен съвет – Михайловград през периода март – юни 1953 г.

## Биография
Роден е на 6 септември 1907 г. в село Бърля, Царибродско, в земеделско семейство. След Ньойския договор от 1919 г., по който Царибродско и Босилеградско са предадени на Кралството на сърби, хървати и словенци, заедно със стотици бежанци Никола Алексиев се преселва в България, в град Фердинанд. От 1924 г. е член на Българския комунистически младежки съюз и секретар на околийския комитет на съюза във Фердинанд. През същата година е арестуван, инквизиран и осъден за политическа дейност, като излежава присъда до 1926 г. През 1929 г. става член на Българската комунистическа партия, секретар на околийския комитет на Работническия младежки съюз, а през 1933 – 1934 г. е секретар на градската партийна организация на БКП, за известно време е секретар на околийския комитет на партията. Арестуван през 1942 г. и осъден на смърт, освободен е от затвора на 8 септември 1944 г. Бил е председател на читалище „Васил Коларов“ (читалище „Разум“), на Наркооп и Управление на автомобилния транспорт – Михайловград. Загива при пътна злополука на 30 юни  1953 г.

## Политическа дейност
На 29 март 1953 г. по решение на ГК на БКП и предложение на ОФ се правят промени в ИК на ГНС – Михайловград, Никола Алексиев Киров е издигнат за председател, а Димитър Александров Петров за заместник-председател. Изборите за депутати в ГНС са на 1 април 1953 г.
На заседание на ИК на ГНС на 29 март 1953 г. с председател Никола Алексиев се вземат решения за довършване сградата на мъжката гимназия, за построяване на величествен паметник за събитията през септември 1923 г., изграждане на хотел, построяване на кооперативен пазар, закупуване на сметосъбирачка за почистване на улиците, проектиране на палата на съветите, павиране на улици и др.
На 18 май същата година е приета строителна програма за периода 1953 – 1955 г., която включва: довършване на гимназията, започната през 1947 г.; построяване паметник на Септемврийското въстание до 1955 г., на кооперативен пазар и дневен детски дом.
След трагичната злополука с Никола Алексиев през лятото на 1953 г., длъжността председател на ИК на ГНС – Михайловград се изпълнява от Димитър Александров, а на 2 септември същата година ИК на ГНС взема решение за провеждане на извънредни избори за депутат на мястото на Никола Алексиев.